# Nyugat
Nyugat  ([ˈɲuɡɒt]; in italiano "Occidente") è stata una rivista letteraria ungherese fondata nel 1908; diede il nome al periodo della letteratura ungherese compreso tra il 1908 e il 1941 circa. Uno dei collaboratori più attivi è stato il poeta Mihály Babits. 

## Storia editoriale

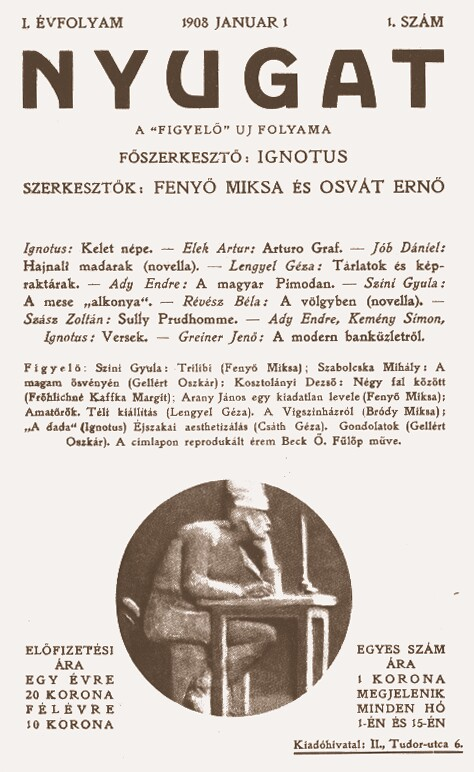
La copertina del primo numero di Nyugat del 1908

Inizialmente diretta da Ignotus (Hugo Veigelsberg), Ernő Osvát e Miksa Fenyő, ai fondatori premeva particolarmente recepire le tendenze letterarie, artistiche e filosofiche dell'Europa occidentale, legate al naturalismo, simbolismo e impressionismo, e renderle fruibili al pubblico ungherese. Durante la prima guerra mondiale la pubblicazione assunse una linea antimilitarista. 
La rivista comprendeva opere di prosa e di poesia, lo psicanalista Sándor Ferenczi vi pubblicò negli anni diversi trattati, Sigmund Freud uno scritto non firmato intitolato Eine Schwierigkeit der Psychoanalyse (1917) tradotto da Ignotus e nel  1925  uno schizzo autobiografico.  
Nella letteratura ungherese si distinguono tre generazioni Nyugat:
Alla prima appartengono, tra gli altri, Endre Ady, Árpád Tóth, Mihály Babits, Dezső Kosztolányi, Gyula Juhász, Gyula Krúdy e Zsigmond Móricz.
Della seconda generazione (anni 1920) fanno parte Lőrinc Szabó, József Fodor, György Sárközi, Attila József, Gyula Illyés, Miklós Radnóti, József Erdélyi, László Németh, Tibor Déry e Sándor Márai.
Nella terza generazione, quella "saggistica" si trovano scrittori come Antal Szerb, László Szabó, Gábor Halász, Sándor Weöres, István Vas, Jenő Dsida, Zoltán Zelk, Gábor Devecseri, György Rónay e Zoltán Jékely.
Con la morte dell'editore Mihály Babits (1941) terminò la pubblicazione di Nyugat, al socio Gyula Illyés venne proibito di usare il nome per motivi politici. Fino al 1944 la rivista venne pubblicata, sempre da Gyula Illyés, con il nome Magyar Csillag (Stella ungherese).